# 日部话
日部话是一种嘉绒语组语言，分布在四川。
卡龙藏语有日部话底层，主要体现在音系和语法上。:7–56

## 分布
Gates (2012):105-106给出下列日部话使用地点。在28个村有6千使用者。
- 马尔康市四大坝县康山乡和日部乡
- 壤塘县石里乡上大石沟村、中大石沟村、下大石沟村和吾依乡。石里乡还有上寨话（北尔龚语）使用者。
- 甘孜州色达县
- 阿坝州阿坝县西南角茸安乡蒙古村、夏尔尕村、安坝村、直尕村、阿斯久村和柯河乡。当地通用语是安多藏语。